# Ruanda nos Jogos Olímpicos de Verão de 1992
Ruanda competiu nos Jogos Olímpicos de Verão de 1992 em Barcelona, Espanha.

## Resultados por Evento

### Atletismo
1.500 m masculino
- Alphonse Munyeshyaka

5.000 m masculino
- Seraphin Mugabo
  - Eliminatórias — 14:25.97 (→ não avançou)

10.000 m masculino
- Mathias Ntawulikura
  - Eliminatórias — 28:51.79 (→ não avançou)

Maratona masculina
- Ildefonse Schirwa — 2:27.44 (→ 60º lugar)

1.500 m feminino
- Laurence Niyonsaba

3.000 m feminino
- Inmaculle Naberaho

10.000 m feminino
- Marciana Mukamurenzi
  - Eliminatórias — 33:00.66 (→ não avançou)

### Ciclismo
Estrada Individual masculino
- Faustin Mparabanyi
  - Final — não terminou (→ sem classificação)

- Emmanuel Nkurunziza
  - Final — não terminou (→ sem classificação)

- Alphonse Nshimiyiama
  - Final — não terminou (→ sem classificação)